# 弗蘭克·鮑曼
法蘭克·鮑曼（德語：Frank Baumann，1975年10月29日—）是一位前德國足球運動員，現在在德國足球甲級聯賽球隊雲達不萊梅擔任體育主管。

## 職業生涯

### 紐倫堡
鮑曼出生於德國巴伐利亞州西北部的维尔茨堡。1991年，他加入了德甲球隊紐倫堡的青年隊。1994年10月3日，他在一場對陣瓦滕沙伊德09的德乙聯賽中，上演職業首秀。他展現出在防守方面的才華，在場上主要擔任防守中場或是中後衛。1996–97賽季，紐倫堡慘遭降級至第三級別的南部地區聯賽。鮑曼展現出他對球隊的忠誠心，繼續為球隊征戰低級別聯賽，並幫助球隊在隨後的兩個賽季連續升級回到德甲。

### 雲達不萊梅
1999年夏天，鮑曼自由轉會至雲達不萊梅。他是球隊新任主教練托馬斯·沙夫上任後引進的第一位球員。1999年7月13日，他在德國聯賽盃一場對陣勒沃庫森的準決賽中，首次代表雲達不萊梅上陣。由於他在球隊中有著很高的聲望，自2000年開始，他成為雲達不萊梅的隊長。2003–04賽季，他幫助球隊史無前例的奪得雙冠王，亦即同時獲得德國足球冠軍及德國足協盃冠軍。隨後鮑曼因為傷病，上場次數逐漸減少，但他仍時常在關鍵時刻幫助球隊。2008–09賽季，雲達不萊梅在聯賽中表現不佳。但是在德國足協盃及歐洲足協盃卻表現傑出。2009年5月7日，他在對陣漢堡的歐洲足協盃準決賽第二回合中，攻入致勝一球，幫助球隊在時隔17年後，再度進入歐戰決賽。同年5月20日，他宣布將於賽季結束後退休。他職業生涯的最後一場比賽是在十天後的5月30日，雲達不萊梅以1–0擊敗勒沃庫森的德國足協盃決賽。在為球隊舉起冠軍獎盃後，鮑曼結束他的職業生涯。

## 國家隊生涯
1999年11月14日，鮑曼在一場對陣挪威的友誼賽中，首次代表德國成年國家隊出場，他碰巧是德國隊史上第800名國家隊球員。
2002年夏天，他被選入德國隊參加2002年世界盃足球賽的23人大名單中，並在對陣巴拉圭的十六強賽事中替補出場。2004年夏天，他也代表德國隊參加了2004年歐洲足球錦標賽。

### 國家隊進球
德国队的比分及结果列前。
| 入球 | 日期          | 场地                         | 对手     | 比分 | 结果 | 赛事   |
| ---- | ------------- | ---------------------------- | -------- | ---- | ---- | ------ |
| 1.   | 2001年5月29日 | 德國不萊梅，威悉體育場       | 斯洛伐克 | 2–0  | 2–0  | 友谊赛 |
| 2.   | 2001年8月15日 | 匈牙利布達佩斯，普斯卡什球場 | 匈牙利   | 4–0  | 5–2  | 友谊赛 |

## 足球從業人員生涯
鮑曼自2009年夏天退役之後，即開始為雲達不萊梅經理克勞斯·阿洛夫斯擔任助理。2011年起，他接管了球探部門。2012年11月，雲達不萊梅設置了一個名為「職業足球與球探主管 (Direktor Profifußball und Scouting)」的職務，便由鮑曼來擔任。2016年5月19日，雲達不萊梅在與體育主管托馬斯·埃辛解約後，鮑曼被指派為新任體育主管。

## 榮譽
紐倫堡
- 德國足球南部地區聯賽冠軍：1996–97

雲達不萊梅
- 德國足球甲級聯賽冠軍：2003–04
- 德國足協盃冠軍：2003–04、2008–09
- 德國聯賽盃冠軍：2006

德國
- 國際足協世界盃亞軍：2002

## 外部連結
- transfermarkt.de：法蘭克·鮑曼 （页面存档备份，存于） 之統計數據（德文）
- Fussballdaten.de：法蘭克·鮑曼 （页面存档备份，存于） 之統計數據（德文）